# ZAC Andromède
Pour les articles homonymes, voir Andromède.
La ZAC Andromède est le premier écoquartier de Toulouse Métropole. Il est situé au sein des communes de Beauzelle et Blagnac au nord-ouest de Toulouse. L'idée de l'écoquartier Andromède a été lancée en 2001 mais jusqu'à aujourd'hui la réalisation du projet est en cours de développement. Le nombre d'habitants à terme se situera à 8000 environ. Les plans de la ville prévoient 4000 logements, 175 000 m2 de bureaux et 11 000 m2 de commerces et de services auxquels il faut ajouter 70 hectares d'espaces verts.

## Historique
La ZAC Andromède a été fondée en 2001. En 2003, elle a été lancée dans les communes de Blagnac et Beauzelle en face de l’Aéroconstellation au nord-ouest de Toulouse. Andromède était installée par Toulouse Métropole pour la diversité sociale. Andromède est considérée comme le premier écoquartier de la région Midi-Pyrénées qui se trouve approximativement à 7 km du centre de Toulouse. La ZAC Andromède a été construite sur une surface de 210 ha dont 70 ha ont été dédiés pour un espace vert et bleu. Les premiers résidents se sont installés dans ce quartier en mai 2009.
En janvier 2015 visite des lieux par la ministre du logement Sylvia Pinel lors de son tour de France de la construction.

## Architecture
Les formes cubiques, caractéristiques de la ZAC comme le groupe scolaire Les Perséides.

## L'écoquartier

### Objectifs en matière environnementale
Ce quartier prévoit des modes de déplacement doux (à vélo ou à pied) et des transports en commun ainsi qu'une gestion optimisée de l'eau, des déchets et de l'énergie. Les logements sont certifiés par le label habitat et environnement qui garantit des normes précises de qualité environnementales (économies d'énergie, gestion des eaux pluviales, matériaux respectueux de l'environnement). Sur le plan de l'éclairage, des lampadaires intelligents, pilotés par ordinateur, permettent de modifier l'éclairage en fonction des besoins.

### Bilan et critique du projet
Le projet d'Andromède répond aux objectifs de la réalisation d'un écoquartier parce qu'il est relativement dense qu'il y a des espaces verts, ainsi que des pistes cyclables et de nombreux commerces de proximité. On y trouve également une proximité des transports en commun, des espaces pour les commerces et services, des équipements publics, des entreprises, hôtels, etc. On essaie de favoriser l'usage des énergies renouvelables. Les personnes qui habitent dans les quartiers acceptent ces nouveaux projets. Cependant, en 2011 il y a eu des problèmes comme celui du chauffage de certains bâtiments qui n'étaient pas suffisant pour le confort des habitants car les pompes à chaleur n'ont pas fonctionné pendant plusieurs mois.

## Voies de communication et transports

### Transports en commun
Le tramway a été intégré au cœur de la construction du quartier en tant que moyen de transport doux.
- Aéroconstellation
  - 307071
  - 120
- Beauzelle - Aéroscopia
- Andromède - Lycée
  - 177071130

### Axes routiers
- La D902 (Voie Lactée), une voie rapide : Accès n°3 et n°4. L'accès n°2 est situé à proximité.